# Pharnapates
Pharnapates († 39 v. Chr.) war ein  parthischer Feldherr.

## Leben
Nachdem die Parther 40 v. Chr. die römische Provinz Syria erobert hatten, fungierte Pharnapates dort als Satrap. Er stand unter dem Oberkommando von Pakoros I.,  einem Sohn des parthischen Königs Orodes II. Er war einer der Feldherren, die im gleichen Jahr die parthischen Streitkräften beim Einfall in Palästina kommandierten. Mit seiner Heereseinheit marschierte er im Landesinneren voran, während der Königssohn entlang des Meeresufers vorstieß. In Galiläa empfing er Johannes Hyrkanos II. und Phasael, ließ sie später aber als  Gefangene abführen.
Im Frühjahr 39 v. Chr. mussten der zu den Parthern übergelaufene römische Feldherr Quintus Labienus und die von diesem zu Hilfe gerufenen parthischen Verbände vor dem im Auftrag des Marcus Antonius handelnden, militärisch sehr begabten Heerführer Publius Ventidius Bassus aus Kleinasien zurückweichen. Daraufhin wurde Pharnapates von Pakoros im Sommer 39 v. Chr. aus Syrien vorausgeschickt, um mit seinen Truppen den strategisch wichtigen Pass im Amanus-Gebirge, das Kilikien von Syrien trennt, zu besetzen. Hierdurch sollte Ventidius’  weiterer Vormarsch nach Syrien blockiert werden. Pharnapates kam Ventidius’  Legaten oder Quästor Poppaedius Silo zuvor, der den Pass auf Anweisung seines Oberbefehlshabers rasch in seine Hand hätte bekommen sollen, ihn nun aber durch Pharnapates bereits besetzt fand. Pharnapates konnte Silo zunächst zurückschlagen. Dann erschien jedoch überraschend Ventidius Bassus mit einer starken Streitmacht und erfocht mittels einer militärisch klugen Taktik in einem beim Berg Trapezon ausgetragenen Kampf einen klaren Sieg über die in einen Hinterhalt gelockten Parther, wobei auch Pharnapates sein Leben verlor.